# Église Notre-Dame de Vals

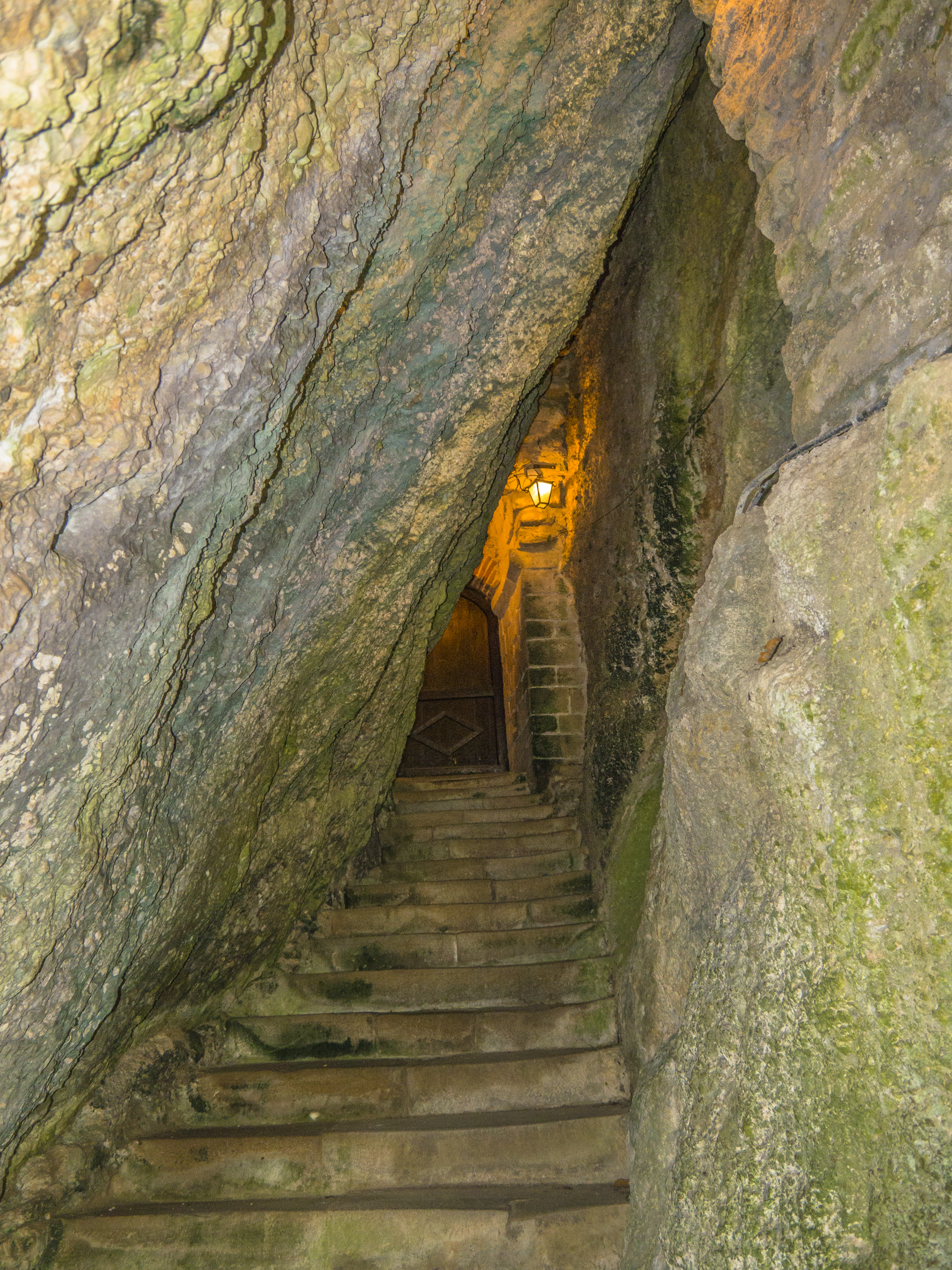
L'entrée, dans une fente de roche.

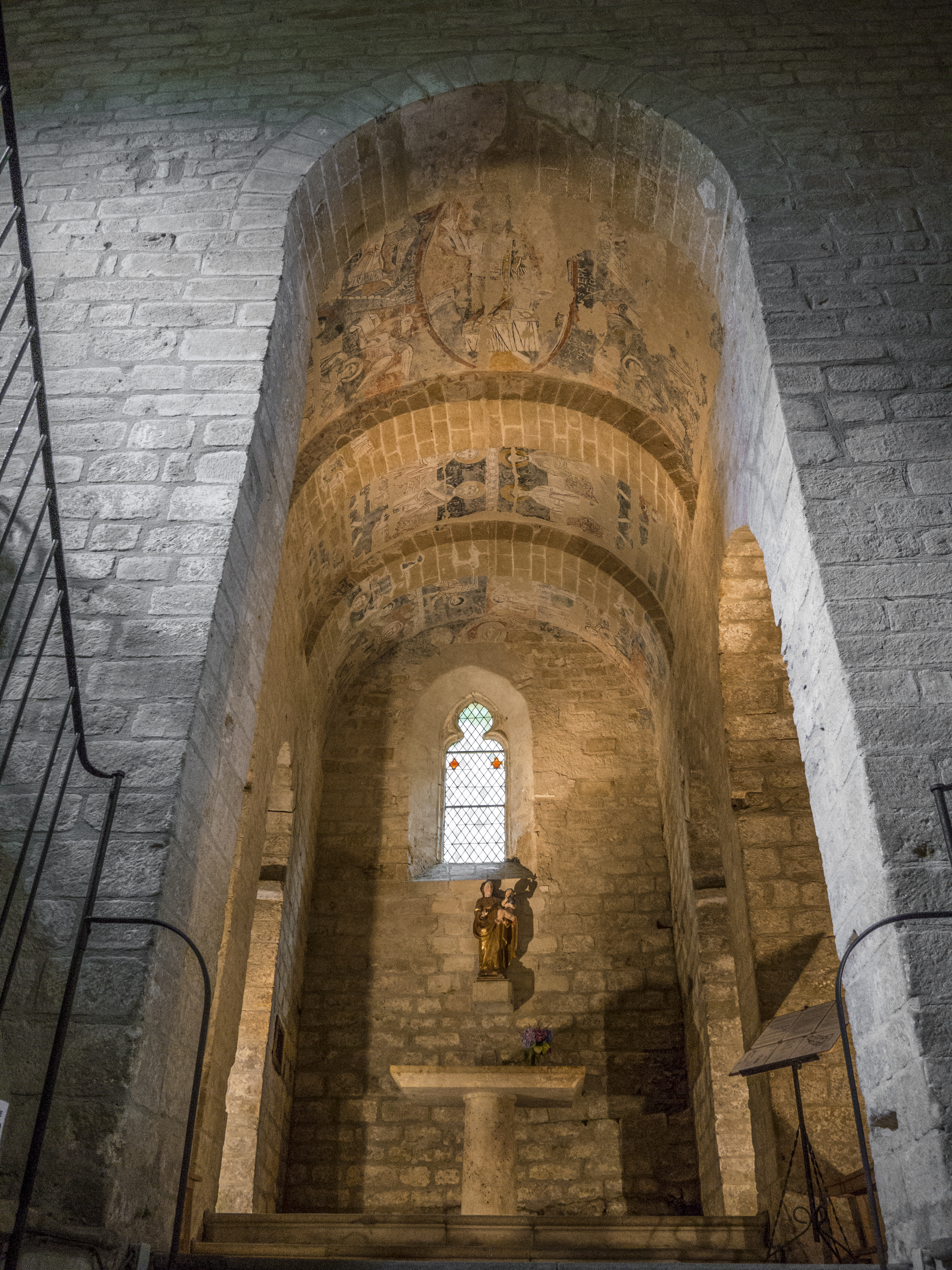
Abside de l'église de Vals.

L'église Notre-Dame de Vals est une église semi-rupestre à trois niveaux, connue pour les fresques romanes qu'elle renferme, d'un grand intérêt historique et artistique. L'église est classée au titre des monuments historiques le 19 novembre 1910 alors que la croix de pierre à l'extérieur de l'église est classée le 2 mars 1959.
L'édifice se trouve sur le chemin du Piémont pyrénéen, l'un des plus importants itinéraires secondaires du pèlerinage de Saint-Jacques-de-Compostelle.

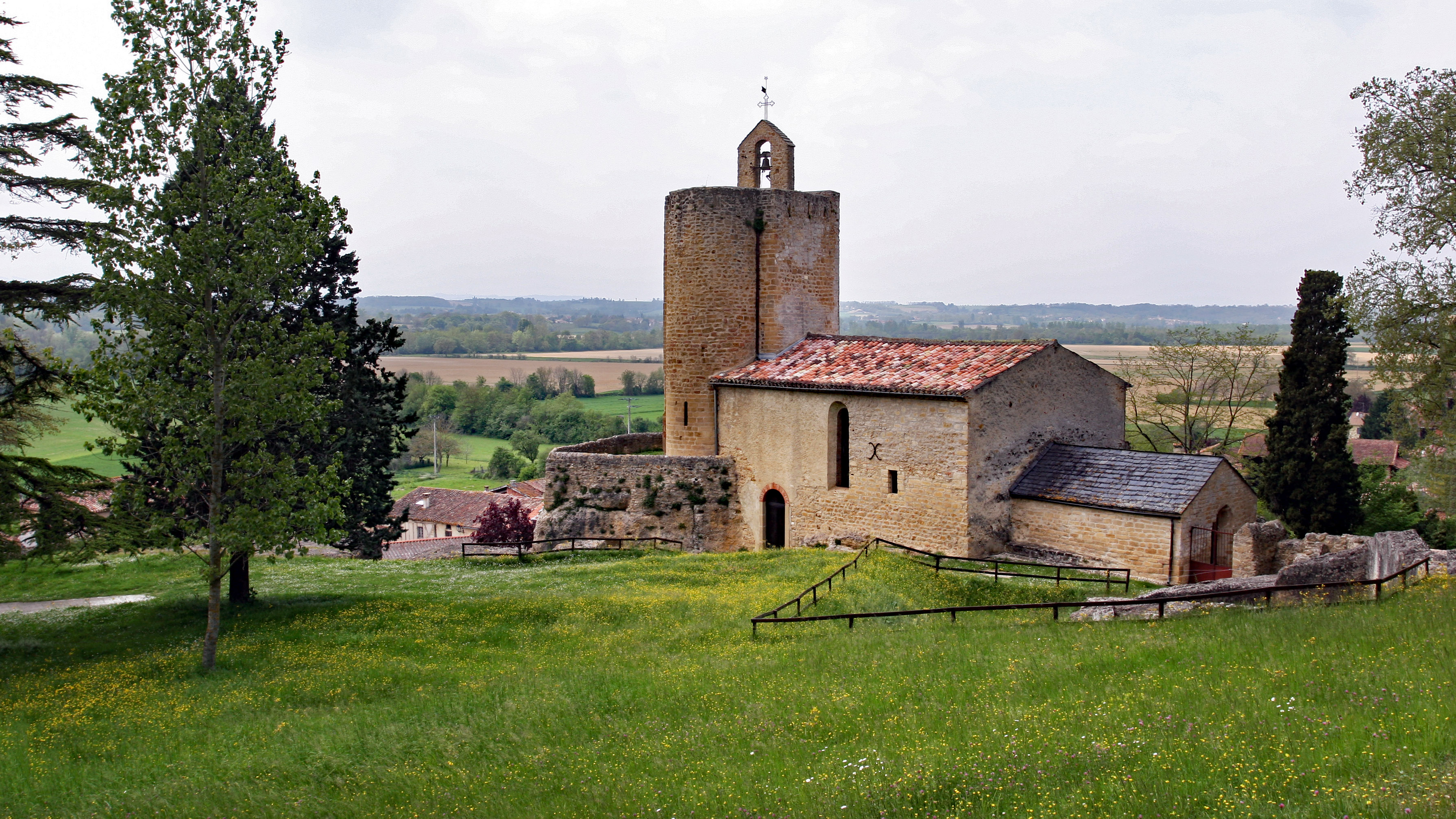

## Histoire

### Une église semi-rupestre à la longue histoire
L'église de Vals est semi-rupestre, ce qui signifie qu'elle est en partie construite dans la roche (poudingue de Palassou), du moins pour sa partie basse. Il s'agit d'un aménagement des larges diaclases naturelles de la roche (et non pas des failles comme il a été souvent écrit), utilisant la principale comme entrée. De nombreuses hypothèses courent au sujet de cette diaclase et des abris sous roche voisins. Il a été avancé une activité de culte très ancien remontant au début de l'Antiquité, à partir de la découverte de petites céramiques à parois fines rencontrées fréquemment sur les lieux de culte. 
Il est avéré qu'un village prenait place sur ce lieu dès le XVe siècle avant notre ère (des milliers de tessons de céramique protohistorique ont été découverts, les plus nombreux appartenant à la charnière entre le Bronze final et le premier âge du fer). Un sondage pratiqué en 2008 a révélé une sépulture collective de la fin du Néolithique. Quelques objets des périodes gallo-romaine et mérovingienne sont présents, confirmant la pérennité de l'occupation. C'est surtout dans le bas-Moyen Âge, autour de l'église romane, que le site connut sa plus grande occupation avec le développement d'un grand cimetière et d'un habitat en partie fortifié. Au début du XIVe siècle, l'église fut incorporée dans une maison forte construite par le baron de Lapenne.
Les soubassements de l'église remonteraient au moins au Xe siècle (fin de l'époque carolingienne).
L'église apparaît dans les textes en 1104 quand le recteur de Vals, Annibal Grasseries, devient un des chanoines réguliers de l'église Saint-Volusien de Foix. En 1224, le pape Honorius III confirme les droits de l'abbaye de Foix sur l'église Sainte-Marie de Vals. Mais le 2 avril 1445, une bulle du pape Eugène IV réunit l'église de Vals à la mense de la cathédrale de Pamiers.
En 1887, la marquise de Portes a fait surélever l'édifice.
En 1952, l'abbé Julien-Marie Durand (1904-1970) découvre les fresques romanes sous plusieurs couches de badigeon. À partir de 1956, sous la conduite de Sylvain Stym-Popper, architecte en chef des Monuments Historiques, les fresques sont totalement dégagées et partiellement restaurées. Des travaux importants sont en même temps engagés sur différentes parties de l'édifice.

## Description

### Un édifice à trois niveaux
L'édifice a la particularité d'être construit sur trois niveaux :
- Une nef inférieure, dans la roche, prolongée par une abside rectangulaire abritant des fresques romanes. La nef inférieure, appartenant à un probable édifice préroman, est la partie la plus ancienne. On y trouve toutefois deux dalles funéraires du XVIIIe siècle : celle de la comtesse de Lascaris de Vintimille et de sa mère, qui habitaient à Vals dans une maison fortifiée encore visible, non loin de l'église. Une autre dalle funéraire est celle de l'abbé Durand, inventeur des fresques en 1952 et qui a commencé les recherches archéologiques autour de l'édifice. L'abside, quant à elle, date du XIe siècle et aurait été voûtée au XIIe siècle.
- Une nef supérieure, remaniée à plusieurs époques, en particulier au XIXe siècle où elle a été surélevée. En 1887 on y installe des vitraux, portant les armes du marquisat de Portes.
- Une chapelle haute du XIIe siècle dédiée à saint Michel surmontée d'une tour-donjon élevée vers le XIVe siècle. La croix accrochée sur la tour, classée en 1959, est une croix discoïdale provenant de l'ancien cimetière médiéval.

Les deux niveaux supérieurs ont vue sur l'autel placé au premier niveau.

## Les fresques
L'abside conserve des fresques romanes du premier quart du XIIe siècle. Les couleurs employées sont des teintes de base : blanc, rouge, jaune, noir pouvant se décliner en différents tons, correspondant respectivement à de la chaux, de l'hématite, un ocre, et un noir de carbone. Quelques rares témoins de couleur bleue ont fait émettre l'hypothèse d'un travail de finition à la détrempe sur enduit sec utilisant peut-être une azurite. Découvertes par l'abbé Julien-Marie Durand en 1952 sous plusieurs couches d'enduits, elles furent nettoyées et consolidées en 1956 sous la conduite de Sylvain Stym-Popper, architecte en chef des monuments historiques. Leur dernière restauration a été réalisée de façon exemplaire de 2006 à 2008 par Jean-Marc Stouffs.
Ces fresques (pigments délayés à l'eau et déposés à la surface d'un enduit frais), d'une qualité exceptionnelle, sont à lier avec un art provenant de Catalogne, comme l'indiquent la physionomie des personnages et différents détails iconographiques. Influencées par les peintures de l'atelier du Maître de Pedret, mais d'un style plus linéaire que celles de la cathédrale de Saint-Lizier (Ariège) et de la Catalogne, elles sont d'un très grand intérêt pour l'histoire de l'art de la période romane.
Nous y trouvons représentés sur chacune des trois travées des épisodes de la vie du Christ :
- L'Annonciation et la Nativité : un ange désigne la Vierge Marie, saluée par l'Archange Gabriel. Marie est également peinte couchée sous une couverture richement ornée. Cette représentation, la montrant juste après l'accouchement, est peu fréquente. Elle prend place au-dessus du Bain de l'Enfant : le Christ est tenu par deux femmes auréolées. Cette scène est caractéristique de l'art byzantin.

- La période évangélique : seize personnages étaient représentés, les douze apôtres ayant connu le Christ et peut-être quelques disciples des premiers ou d'autres personnages sacrés, comme les prophètes. Parmi les apôtres reconnaissables qui subsistent, parfois identifiés par des inscriptions, on peut citer : André, Pierre, Philippe, Mathias, Paul et peut-être Barthélémy.

- La Parousie : le Christ en majesté, entouré par une mandorle, est accompagné des symboles des quatre évangélistes, d'archanges avocats, d'un chérubin et d'un séraphin. La représentation d'archanges avocats (au nombre de quatre) est exceptionnelle ; elle est la seule connue à ce jour en France et ne se retrouve qu'en Catalogne et en Lombardie. Trois archanges sont nommés : Gabriel, Michel et Pantasaron. La représentation de ce dernier archange est la seule connue à ce jour dans tout le monde roman.

À l'origine, l'Épiphanie était également représentée sur le mur du chevet. Après le percement d'une fenêtre vers le XIVe ou le XVe siècle, l'Adoration des mages a été presque totalement détruite : il ne nous en reste que le visage de la Vierge, une étoile et la tête de Balthazar couverte par un bonnet.

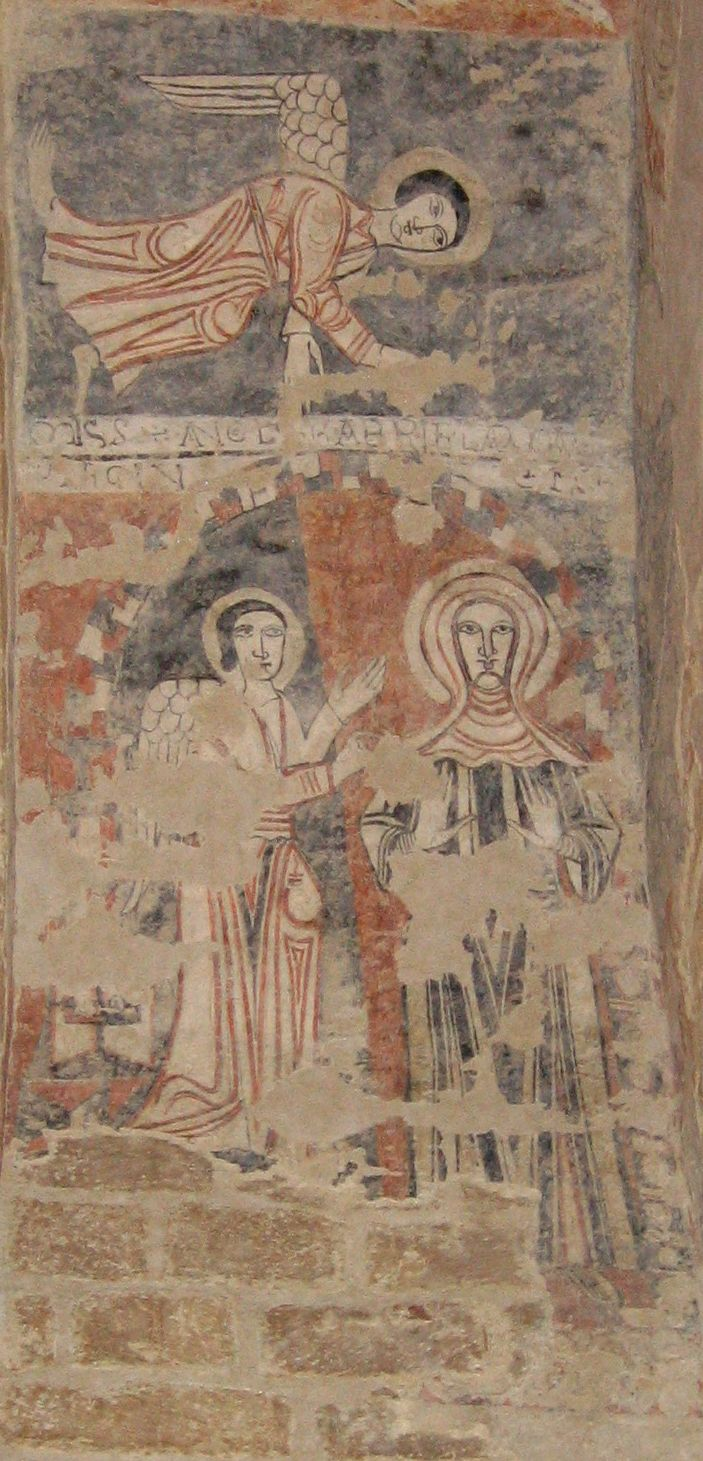
L'Annonciation.
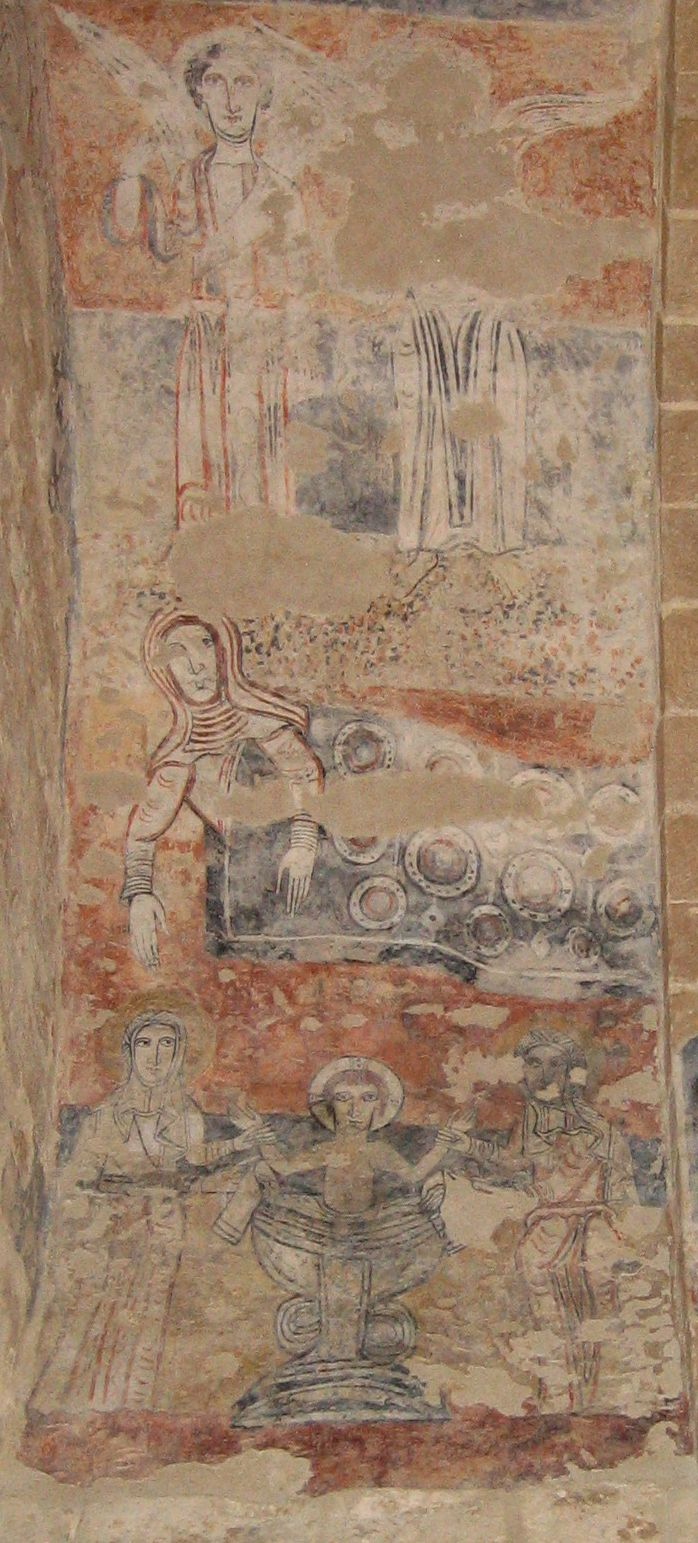
Nativité de Jésus. Scène du Bain de l'Enfant.
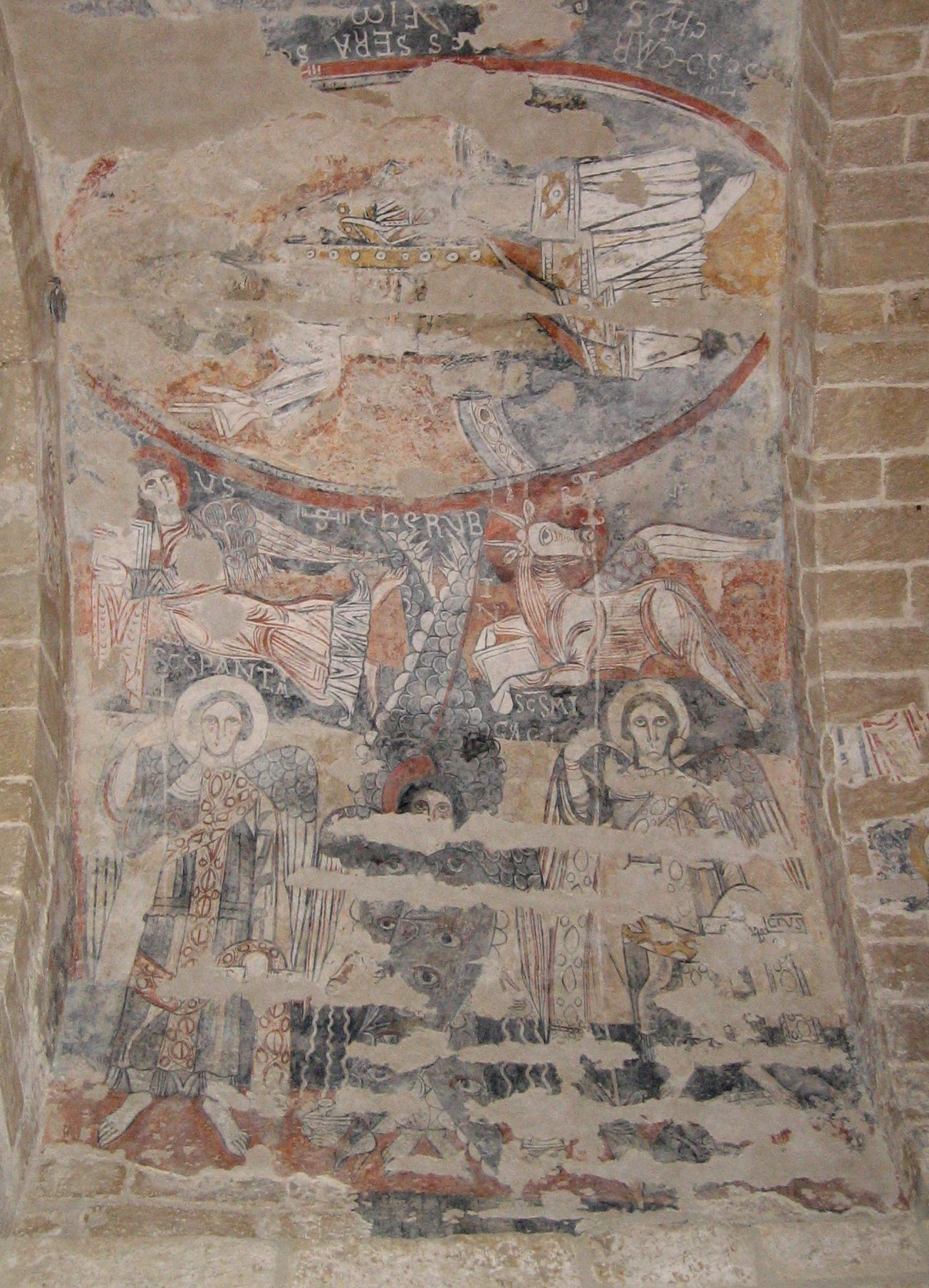
Christ en majesté, évangélistes : st Matthieu et saint Luc, archanges avocats : saint Pantasaron et Michel, chérubin.
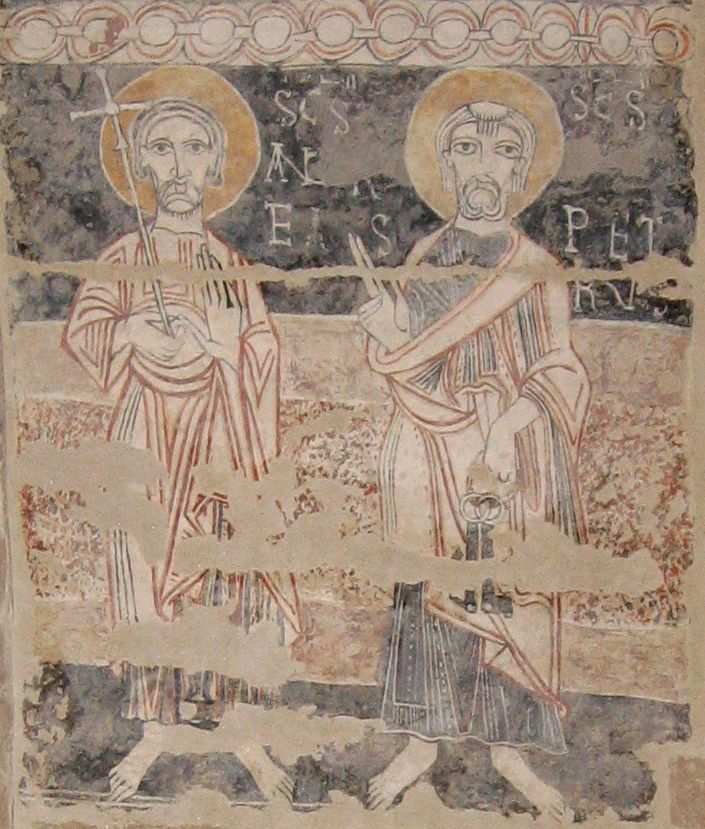
Saint André et saint Pierre.
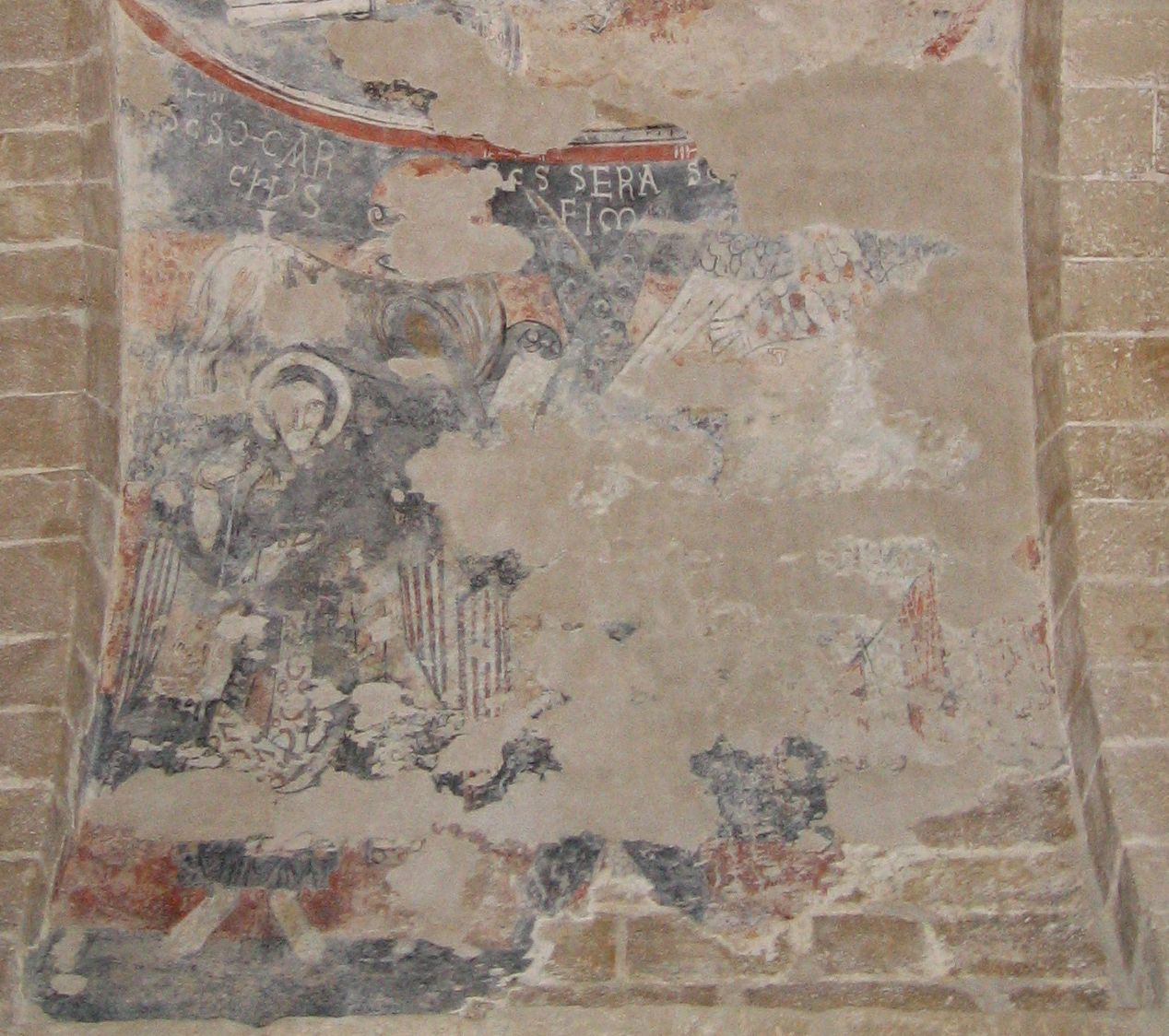
Saint Marc et saint Jean.
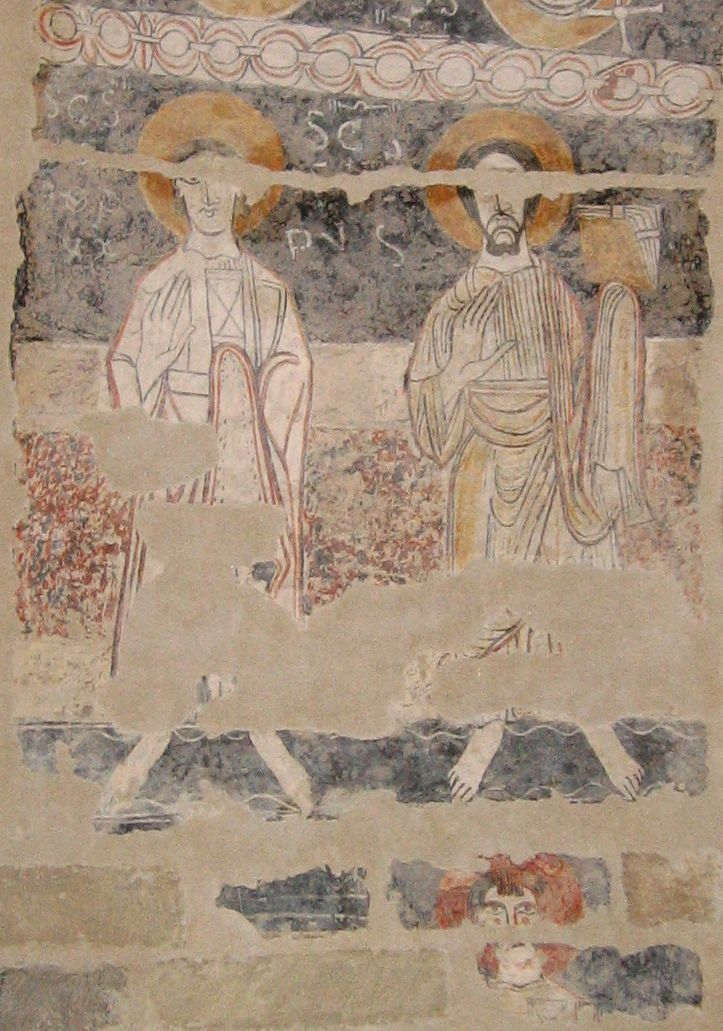
Saint Philippe et apôtre voisin supposé être saint Barthélemy.

## Mobilier
De nombreux objets sont référencés dans la base Palissy (voir les notices liées).

## Valorisation du patrimoine
L'association Les Amis de Vals, créée en 1959 sous l’impulsion de l’Abbé Durand, œuvre pour la préservation et le rayonnement du patrimoine de Vals. Ses bulletins présentent des informations pertinentes sur le village et son histoire.